# Villapalacios (kommunhuvudort)
Villapalacios är en kommunhuvudort i Spanien.   Den ligger i provinsen Provincia de Albacete och regionen Kastilien-La Mancha, i den centrala delen av landet, 220 km söder om huvudstaden Madrid. Villapalacios ligger 842 meter över havet och antalet invånare är 770.
Terrängen runt Villapalacios är kuperad åt nordost, men åt sydväst är den platt.Runt Villapalacios är det glesbefolkat, med 10 invånare per kvadratkilometer. Närmaste större samhälle är Villanueva de la Fuente, 14,3 km norr om Villapalacios. Omgivningarna runt Villapalacios är i huvudsak ett öppet busklandskap.